# Григорій III Лахам
Григорій III (в миру Лутфі Лахам; нар. 15 грудня 1933, Дамаск, Сирія) — сирійський мелькітський греко-католицький єпископ. Патріарший вікарій Єрусалиму греко-мелькитський з 1978 по 1991 роки. Титульний архієпископ Тарсуса греко-мелькітський з 9 вересня 1981 по 29 листопада 2000 роки. Патріарший екзарх Єрусалиму греко-мелькітський з 1991 по 1996 роки. Патріарх Мелькітської греко-католицької церкви з 29 листопада 2000 по 6 травня 2017.

## Біографія
Народився 15 грудня 1933 року в Дамаску. У 1943 році вступив до семінарії Ордену василіян-мелькітів Святого Спасителя в місті Сайда (Ліван). П'ятьма роками пізніше склав тимчасові обіти, в 1954 році — вічні монаші обіти в цьому ордені. Подальшу освіту здобував у Римі. У 1959 році у василіянській архимандрії Гроттаферрата був висвячений в священничий сан, а потім отримав докторський ступінь з східного богослов'я в Папському східному інституті.
У 1961—1964 роках очолював семінарію Святого Спасителя. У 1974 році був призначений вікарієм єрусалимського патріаршого вікаріату.
27 листопада 1981 року був хіротонізований у єпископи, після чого, продовжуючи очолювати вікаріат Єрусалиму, став титулярним архієпископом Тарсу. Був призначений Патріархом Максимом V головою Патріаршої літургійної комісії. Брав участь у виданні нових редакцій чину Мелькітської Божественної літургії і молитовних збірок. На посаді секретаря екуменічної комісії Мелькітської церкви брав участь в діалозі з православними Антіохійського патріархату .
У 2000 році Патріарх Максим V в віці 92 років подав у відставку в зв'язку з похилим віком і поганим станом здоров'я. Єпископський синод Мелькітської церкви 5 грудня 2000 року обрав новим Патріархом Мелькітської католицької церкви Лутфі Лахама. Новообраний Патріарх взяв собі ім'я Григорій III, на честь Григорія II, який також був членом чернечого ордену василіян-сальваторіанців. З 2000 року Патріарх Григорій III був Президентом Асамблеї Католицьких ординаріїв Сирії, Великим магістром Патріаршого Ордена Святого Хреста в Єрусалимі, і Покровителем Військового і Госпітального Ордена Святого Лазаря Єрусалимського.
У грудні 2010 року газета "The Lebanon Daily Star" цитувала Лахама, який стверджував, що напади на левантійських християн є частиною "сіоністської змови проти ісламу". Як повідомляється, Лахам заявив: "Вся ця поведінка не має нічого спільного з ісламом ... Але насправді це змова, спланована сіонізмом і деякими християнами з сіоністською орієнтацією, яка спрямована на підрив і створення поганого іміджу ісламу". Він також додав, що зображення нападу на церкву Богородиці Спасіння в Багдаді в ЗМІ є "змовою проти арабів і переважно мусульманського арабського світу, яка має на меті зобразити арабів і мусульман в арабських країнах як терористів і вбивць-фундаменталістів, щоб відмовити їм у їхніх правах, і особливо правах палестинців".
Офіційний титул — Його Блаженство — Патріарх Антіохії, Олександрії і Єрусалиму.
6 травня 2017 року Папа Римський Франциск прийняв відставку патріарха Григорія III і призначив апостольським адміністратором Патріаршого престолу Жана-Клемана Жанбара, архієпископа Алеппо, найстаршого за хіротонією члена Постійного Синоду єпископів Мелькітської церкви. Наступним Патріархом обрано Юссефа І Абсі.